# 松平郷譜代
松平郷譜代（まつだいらごうふだい）とは、松平親氏（松平氏初代）が三河国松平郷から身を起こし、文明3年（1471年）に松平信光（同3代）が同国安祥城に拠点を移すまでに松平氏（徳川氏）の家臣になった者を指す。
松平泰親（松平氏2代）が一時岩津城を拠点としたため、これを画期として、松平郷譜代と岩津譜代（いわつふだい）と分ける考え方もあるが、家系としてはほとんど変わりがなく、事実上同一と言える。また、江戸時代の『三河物語』や『柳営秘鑑』などは、安祥城以降の安祥譜代をもって最古の譜代とする認識に立っており、それ以前の家々を細分化する区分は学術用語的な意味合いが強い。
松平・徳川氏の最古参家臣とされ、松平親氏の庶子とされる酒井広親を祖とする酒井氏をはじめ、本多氏・大久保氏・青山氏・成瀬氏などがこれに当たるとされる。もっとも、大久保氏の末裔である大久保忠教が執筆した『三河物語』ですら、大久保氏を安祥譜代として認識して記述されている。